# Valter Birsa
Valter Birsa (Šempeter pri Gorici, 7 augustus 1986) is een professioneel voetballer uit Slovenië die doorgaans als aanvallende middenvelder speelt. Hij verruilde Chievo Verona in januari 2019 voor Cagliari. Birsa debuteerde in 2005 in het Sloveens voetbalelftal.

## Clubcarrière

### Jeugdjaren
Birsa groeide op in het aan de grens met Italië gelegen Nova Gorica, waar hij begon met voetballen. Vanaf 1991 speelde hij in de jeugdopleiding van NK Bilje. Voorafgaand aan het seizoen 2003/2004 stapte hij over naar de jeugd van NK Primorje. Namens deze club debuteerde hij datzelfde seizoen in het betaald voetbal.

### ND Gorica
ND Gorica nam Birsa in 2004 over. Hier maakte hij zeven doelpunten in 26 wedstrijden in zijn eerste seizoen, waarin hij met zijn ploeg het derde landskampioenschap van de club in de geschiedenis behaalde. Datzelfde jaar maakte Birsa zijn debuut in het Europees voetbal. Hij speelde in beide eerste ronde-wedstrijden van ND Gorica in de UEFA Cup, tegen AEK Athene. In 2005/06 werd Birsa opnieuw landskampioen met Gorica en in 2005 mocht hij zijn eerste wedstrijd spelen voor het Sloveense nationale elftal. Hij eindigde dat jaar als middenvelder op de tweede plek op de nationale topscorerslijst. Het seizoen 2005/06 was het laatste dat Birsa in de Sloveense competitie speelde. Voor ND Gorica scoorde hij in totaal 61 competitiewedstrijden 26 doelpunten.

### FC Sochaux
Op 9 juli 2006 tekende Birsa een vierjarig contract bij FC Sochaux-Montbéliard. De club uit Bourgogne-Franche-Comté betaalde aan zijn voormalige Sloveense werkgever voor de overname €1,3 miljoen, nadat hij een aanbod van PSV had afgewezen. Ook bij Sochaux wist Birsa een basisplek op het middenveld te verwerven, naast spelers als Karim Ziani en Jérôme Leroy. Zo speelde de Sloveen ook mee in de finale van de Coupe de France aan het einde van het seizoen 2006/07. Deze werd gespeeld tegen Olympique Marseille. De wedstrijd moest beslist worden door penalty's, waarvan er één door Birsa werd gescoord voor Sochaux. Sochaux won voor het eerst in zeventig jaar de Coupe de France. Tot januari 2009 zou Birsa bij de club uit Montbéliard spelen. Daarna zou een andere Franse club de linkspoot op huurbasis overnemen. Voor Sochaux speelde de Sloveen 66 competitiewedstrijden. Acht keer maakte hij daarin een doelpunt.

### AJ Auxerre
AJ Auxerre nam Valter Birsa op 22 januari 2009 op huurbasis over van FC Sochaux. Aan het einde van het seizoen 2008/09 betaalde Auxerre €1,5 miljoen voor de definitieve overname middenvelder. In het seizoen 2009/10 speelde Birsa in 35 van de 38 te spelen competitiewedstrijden in de Ligue 1. Auxerre plaatste zich dat jaar voor het eerst sinds 2002 voor de Champions League door derde te worden, achter Marseille en Olympique Lyon. Birsa voorkwam in december 2009 in de wedstrijd tegen Marseille dat tegenstander Bakari Koné een rode kaart kreeg. De scheidsrechter dacht een elleboogstoot tegen Birsa te hebben gezien, maar de Sloveen gaf aan dat hij niet geraakt was. In 2011 vertrok Birsa naar Genoa CFC.

## Interlandcarrière
Birsa werd in 2005 op 18-jarige leeftijd opgeroepen voor het nationaal elftal van Slovenië. Op 28 februari 2006 maakte hij zijn interlanddebuut in een vriendschappelijke wedstrijd tegen Cyprus. Daarmee was Birsa de jongste speler ooit die zijn debuut maakte in het nationale elftal. Zijn eerste doelpunt voor Slovenië maakte hij tegen Polen in een kwalificatiewedstrijd voor het wereldkampioenschap voetbal 2010. Via play-offwedstrijden tegen Rusland eind 2009 plaatste Slovenië zich voor dit WK. In een groep met Algerije, de Verenigde Staten en Engeland werd het land derde en was het uitgeschakeld. Na twee wedstrijden stond Slovenië nog aan kop in de groep, onder meer dankzij een gelijkspel tegen de VS, waarin Birsa met een afstandsschot de score opende. Door een 0–1 nederlaag tegen Engeland en een zege van de VS op Algerije haalde Slovenië de achtste finales niet.

## Erelijst
- Kampioen van Slovenië: 2005, 2006 (ND Gorica)
- Vice-kampioen Beker van Slovenië: 2005 (ND Gorica)
- Sloveens Speler van het Jaar: 2006 (Sochaux)
- Coupe de France: 2007 (Sochaux)